# Kjeld Stub

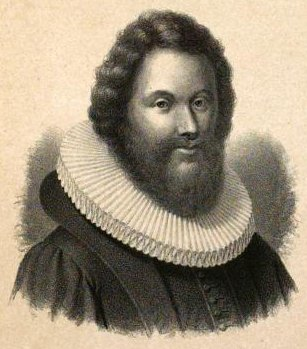
Kjeld Stub.

Kjeld Lauridssøn Stub född den 10 december 1607 i Varberg, död den 20 april 1663 på predikstolen i Ullensakers kyrka, var en danskfödd norsk präst och militär. Han var svärfar till Colbjørn Torstensen Arneberg.
Stub  vann baccalaureusgrad i Köpenhamn 1628 och gick sedan i kejserlig krigstjänst, från vilken han fick avsked som kapten i fortifikationen ("ingeniørkaptein") 1631. 
Efter åtskilligt kringflackande erhöll han magistergraden i Köpenhamn 1635, blev kort därefter kyrkoherde i Kristiania och 1641 i  Ullensaker.
Under "Hannibalsfejden" mot Sverige (1644-45) anförtroddes honom en ledande ställning vid gränsförsvaret och vid anläggningen av Eidskogens skans samt andra befästningar. Efter kriget återvände han till sitt prästerliga kall. 
Stub utgav den mot svenskarna riktade stridsskriften Aggershusiske acters förste quartaels summariske beskriffuelse paa nerverende aar 1644 (bevarad i ett enda exemplar, tillhörigt kungliga biblioteket i Stockholm, omtryckt i 100 exemplar i Kristiania 1883).